# 폴라리스 계획

폴라리스 계획(Polaris program)은 기업가 자레드 아이작먼이 조직한 민간 우주 비행 프로그램이다. 최초의 민간인 우주 비행인 인스퍼레이션4 임무의 사령관으로서의 경험을 바탕으로 아이작먼은 스페이스X와 계약하여 폴라리스를 만들었다. 이 프로그램에는 스페이스X의 크루 드래곤 우주선을 사용한 두 가지 임무가 포함되어 있으며 스타십에서 계획된 승무원 비행으로 마무리된다.

## 비행
- 폴라리스 던 (2024년 9월 10일 09:23:49 UTC)
- 미션 II (발사일 미정)
- 미션 III (발사일 미정)